# Бакве

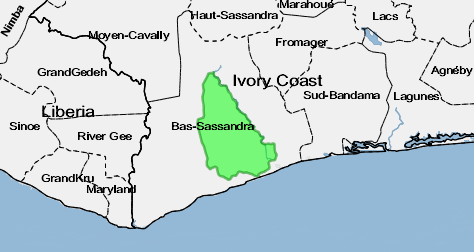

Бакве — один из народов группы кру, проживающий на юго-востоке Либерии и между реками Сасандра и Кавалли на юго-западе Кот-д'Ивуар. К 1992 году в Либерии численность составляла 500 тыс. человек, а в Кот-д’Ивуар (вместе с родственными народами уби, абринья, гване, пайа, теви, плапи, ба) — 400 тыс. человек. Бакве тесно связан с бете, ниабва, гере, годие, которые соседствуют с ним на севере и востоке (Armistead 1969: 76). 

Народ расположен южнее Гуэры, западнее Сасандры, восточнее Каваллы и севернее кру (Holsoe 1976: 144).

## Культура
Территория бакве в долине реки Сассандра одно время принадлежала народу бауле, который таким образом контактировал с внешним миром. Во второй половине XX века бауле находились в демографическом большинстве в этой области и опирались на труд старых мигрантов своего племени, которые обеспечивали их жилищами и распределяли земли (Chappel 1989: 684).
Народ исповедует традиционные местные верования. В основном верят в силу природы, культы предков, колдовство, магию, анимизм и фетишизм.

Есть небольшая часть католиков и протестантов, а также существуют христианско-африканские секты.
Говорят на языке бакво (бакуэ, бакве), который состоит из диалектов гване-бодо, омелокве, абри, обва и, соответственно, бакве. Помимо бакво народ тесно связан с языком неволе, на котором говорит народ нейо (Werner 1906: 66).

Распространены все основные жанры фольклора.

## Традиции
Народ занимается тропическим земледелием, собирательством, рыболовством и охотой. Выращивают сорго, просо, ямс, маниок, рис, масличные и кокосовые пальмы. Распространены плантации масличной пальмы, гевеи, риса и сахарного тростника. В народе популярно гончарство, резьба по дереву, а также плетение. 

Питание, в основном, растительное и рыбное. Традиционно едят похлебки и каши с добавлением острых приправ и пальмового масла.
Народ селится очень компактно в традиционном жилище — круглая землебитная хижина с травяной или соломенной крышей, которая строится в форме конуса.
Одеваются в европейский костюм, но раньше была распространена набедренная повязка.
Социальные институты бакве: деревенские общины, которыми руководят старейшины, родовая организация, мужские союзы, которые организуют ритуальные танцы в традиционных масках. Брачное поселение — вирилокальное, счет родства — патрилинейный.